# Конвенция по кассетным боеприпасам
Конвенция по кассетным боеприпасам (англ. Convention on Cluster Munitions, CCM) — международный договор, который запрещает использование, передачу и накопление кассетных боеприпасов, то есть таких боеприпасов, которые разбрасывают множество разрывных суббоеприпасов («bomblets»), каждый массой не более 20 кг. Конвенция была подготовлена 30 мая 2008 года в Дублине, её подписание началось 3 декабря 2008 в Осло. Вступила в действие 1 августа 2010, через 6 месяцев после того, как она была ратифицирована 30 странами. На сентябрь 2013 года 113 стран подписали соглашение, 84 ратифицировали его. В марте 2025 года из Конвенции вышла Литва, объяснив это необходимостью защиты от возможного российского вторжения.
Участники, ратифицировавшие конвенцию, обязались «никогда и ни при каких обстоятельствах»:

a) не применять кассетные боеприпасы;

b) не разрабатывать, не производить, не приобретать иным образом, не накапливать, не сохранять и не передавать никому, прямо или опосредованно, кассетные боеприпасы;

c) не помогать, не поощрять и не побуждать кого бы то ни было к осуществлению деятельности, запрещенной для государства-участника согласно настоящей Конвенции.

Оригинальный текст (англ.)(a) Use cluster munitions;

(b) Develop, produce, otherwise acquire, stockpile, retain or transfer to anyone, directly or indirectly, cluster munitions;

(c) Assist, encourage or induce anyone to engage in any activity prohibited to a State Party under this Convention.— Статья 1
Соглашение содержит список разрешенных к применению боеприпасов, снаряженных суббоеприпасами, при условии их избирательного воздействия и безопасности неразорвавшихся суббоеприпасов. Среди них: боеприпасы, снаряженные менее чем 10 суббоеприпасами, каждый массой более 4 кг, предназначен для поражения одиночной цели и снабжен электронными механизмами самоуничтожения и самодеактивации. Вооружение с суббоеприпасами массой более 20 кг также не регулируются конвенцией.
Страны, являющиеся крупнейшими производителями и обладателями кассетных боеприпасов, — США, Россия, Китай, не подписали конвенцию. Также от принятия договора отказались Индия, Пакистан, Израиль, Южная Корея, считающие их эффективным и необходимым оружием. По состоянию на 2022 год 74 страны мира воздержались от подписания договора.